# Denise Grey
Denise Grey (Châtillon, 17 de septiembre de 1896-París, 13 de enero de 1996) fue una actriz teatral, cinematográfica y televisiva francesa.

## Biografía
Nacida en Châtillon, Italia, su verdadero nombre era Édouardine Verthuy. Su ciudad natal era de habla francesa en su casi totalidad en aquella época, y la actriz se nacionalizó francesa el 13 de julio de 1922. 
Grey empezó a trabajar en el cine en 1915 con el film mudo En famille, adaptación de la novela de Hector Malot, antes de dedicarse al teatro. Volvió al cine en los años 1930, ya iniciado el cine sonoro. Alcanzó la fama en la siguiente década gracias a películas como Monsieur Hector (1940), Boléro (1942) o Le Diable au corps (1947). 
La edad avanzada no dio fin a su carrera. Así, en 1972 actuó en la serie televisiva francesa Les Rois maudits y, gracias a su papel de «Poupette», la bisabuela de Sophie Marceau en el film La Boum, ella consiguió el reconocimiento del público de los años 1980.
Grey fue miembro de la Comédie-Française entre 1944 y 1946, y nuevamente entre 1957 y 1958.
Denise Grey falleció en 1996 en París, Francia, unos meses antes de cumplir los 100 años de edad. Fue enterrada junto a su marido, Henri Bara, en el Cementerio de Arradon, Francia. Había tenido una hija, también actriz, Suzanne Grey, nacida el 28 de junio de 1917, y fallecida el 13 de diciembre de 2005.

## Teatro
- 1916 : Six Hommes, une femme et un singe, de Pierre Veber y Yves Mirande, Théâtre Michel
- 1921 : Comédienne, de Jacques Bousquet y Paul Armont, Théâtre des Nouveautés
- 1922 : La Femme de mon ami, Théâtre de l'Athénée
- 1922 : Atout... Cœur !, de Félix Gandéra, Théâtre de l'Athénée
- 1924 : Si je voulais..., de Paul Géraldy y Robert Spitzer, Théâtre du Gymnase Marie-Bell
- 1926 : Passionnément, de Maurice Hennequin y Albert Willemetz, Théâtre de la Michodière
- 1936 : Europe, de Maurice Rostand, Théâtre Pigalle
- 1938 : Le Valet maître, de Paul Armont y Léopold Marchand, escenografía de Pierre Fresnay, Théâtre de la Michodière
- 1948 : Les Enfants d'Edouard, de Frederic Jackson y Roland Bottomley, adaptación de Marc-Gilbert Sauvajon, escenografía de Jean Wall, Théâtre Édouard VII
- 1949 : Les Enfants d'Edouard, de Frederic Jackson y Roland Bottomley, adaptación de Marc-Gilbert Sauvajon, escenografía de Jean Wall, Théâtre des Célestins
- 1950 : George et Margaret, de Marc-Gilbert Sauvajon y Jean Wall, escenografía de Jean Wall, Théâtre Daunou
- 1950 : Il faut marier maman, de Marc-Cab y Serge Veber, escenografía de Pierre Dux, Théâtre de Paris
- 1953 : Faites-moi confiance, de Michel Duran, escenografía de Jean Meyer, Théâtre du Gymnase Marie-Bell
- 1955 : Les Enfants d'Edouard, de Frederic Jackson y Roland Bottomley, adaptación de Marc-Gilbert Sauvajon, escenografía de Jean Wall, Théâtre des Célestins
- 1956 : La Femme du siècle, de Claude Schnerb, escenografía de Jacques-Henri Duval, Théâtre des Célestins, giras Georges Herbert
- 1959 : Bon Week-End Mr. Bennett, de Paule de Beaumont a partir de Arthur Watkyn, escenografía de Michel Vitold, Théâtre de la Gaîté-Montparnasse
- 1961 : Ocho mujeres, de Robert Thomas, escenografía de Jean Le Poulain, Théâtre Édouard VII
- 1962 : Ocho mujeres, de Robert Thomas, escenografía de Jean Le Poulain, Théâtre des Bouffes-Parisiens
- 1963 : Vénus de Milo, de Jacques Deval, escenografía de Pierre Mondy, Théâtre des Célestins
- 1965 : Assassins associés, de Robert Thomas, escenografía de Jean Piat, Théâtre Antoine y Théâtre du Palais-Royal
- 1966 : J'y suis, j'y reste, de Jean Valmy y Raymond Vincy, escenografía de Jean Valmy, Théâtre Marigny
- 1966 : La Fin du monde, de Sacha Guitry, escenografía de Jean-Pierre Delage, Théâtre de la Madeleine
- 1967 : Quarante Carats, de Pierre Barillet y Jean-Pierre Gredy, escenografía de Jacques Charon, Théâtre de la Madeleine
- 1971 : Le Train de l'aube, de Tennessee Williams, escenografía de Jean-Pierre Laruy, Théâtre Édouard VII
- 1972 : En avant... toute !, de Michel André, escenografía de Michel Roux, Théâtre Édouard VII
- 1972 : La Bonne Adresse, de Marc Camoletti, escenografía de Christian-Gérard, Théâtre Michel
- 1973 : La Royale Performance, de Marcel Mithois, escenografía de Jean-Pierre Delage, Théâtre des Bouffes-Parisiens
- 1974 : Le Tube, de Françoise Dorin, escenografía de François Périer, Théâtre Antoine
- 1976 : Le Jardin de craie, de Enid Bagnold, escenografía de Raymond Gérôme, Théâtre Hébertot
- 1977 : Bichon, de Jean de Létraz, escenografía de Jacques Valois, Théâtre de Charleville-Mézières
- 1978 : Crime à la clef, de Alain Bernier y Roger Maridat, escenografía de Jean-Paul Cisife, Théâtre Tristan-Bernard
- 1981 : La vie est trop courte, de André Roussin, escenografía de Michel Fagadau, Théâtre Daunou
- 1983 : La vie est trop courte, de André Roussin, escenografía de Michel Fagadau, Théâtre de la Gaîté-Montparnasse
- 1984-1985 : Les Temps difficiles, de Édouard Bourdet, escenografía de Pierre Dux, Théâtre des Variétés
- 1985 : Harold et Maude, de Colin Higgins, escenografía de Jean-Luc Tardieu, Espace 44 Nantes
- 1987 : Harold et Maude, de Colin Higgins, escenografía de Jean-Luc Tardieu, Théâtre Antoine
- 1989 : Arsénico y encaje antiguo, de Joseph Kesselring, escenografía de Jean-Luc Tardieu, gira
- 1991 : La sopera, de Robert Lamoureux, escenografía de François Joffo

## Operetas
- 1919 : Nelly, de Marcel Lattès, con Félix Oudart (Théâtre de la Gaîté)[1]
- 1950 : Il faut marier maman, de Guy Lafarge, Théâtre de Paris, con Roland Armontel[2]

## Filmografía

### Cine
- 1913 : Mademoiselle Etchiko
- 1914 : En famille, de Georges Monca
- 1914 : Madame Rigadin, modiste, de Georges Monca
- 1914 : Mademoiselle Etchiko, de André Hugon
- 1914 : Le Voyage de Corbillon, de Georges Monca
- 1916 : Document secret, de René Navarre
- 1916 : Nemrod et Cie, de Maurice Mariaud
- 1916 : Rigadin professeur de danse, de Georges Monca
- 1917 : Les Bleus de l'amour, de Henri Desfontaines
- 1917 : Honneur d'artiste, de Jean Kemm
- 1935 : Jeunes Filles à marier, de Jean Vallée
- 1936 : La Dame de Vittel, de Roger Goupillières
- 1937 : Trois artilleurs au pensionnat, de René Pujol
- 1938 : Trois artilleurs à l'opéra, de André Chotin
- 1938 : Serge Panine, de Paul Schiller y Charles Méré
- 1940 : Monsieur Hector, de Maurice Cammage
- 1941 : Boléro, de Jean Boyer
- 1941 : Montmartre-sur-Seine, de Georges Lacombe
- 1942 : Romance à trois, de Roger Richebé
- 1942 : Le Voile bleu, de Jean Stelli
- 1942 : Des jeunes filles dans la nuit, de René Le Hénaff
- 1942 : Retour de flamme, de Henri Fescourt
- 1942 : L'Honorable Catherine, de Marcel L'Herbier
- 1943 : Adieu Léonard, de Pierre Prévert
- 1943 : Vingt-cinq ans de bonheur, de René Jayet
- 1943 : L'aventure est au coin de la rue, de Jacques Daniel-Norman
- 1944 : Les Caves du Majestic, de Richard Pottier
- 1945 : On demande un ménage, de Maurice Cam
- 1945 : Madame et son flirt de Jean de Marguenat
- 1945 : L'Insaisissable Frédéric, de Richard Pottier
- 1945 : L'Extravagante Mission, de Henri Calef
- 1946 : Étrange Destin, de Louis Cuny
- 1946 : Le Couple idéal, de Bernard Roland y Raymond Rouleau
- 1946 : Six heures à perdre, de Alex Joffé y Jean Lévitte
- 1946 : Coïncidences, de Serge Debecque
- 1946 : Le Diable au corps, de Claude Autant-Lara
- 1947 : Et dix de der, de Robert Hennion
- 1947 : Carré de valets, de André Berthomieu
- 1948 : Une femme par jour, de Jean Boyer
- 1948 : Bonheur en location, de Jean Wall
- 1949 : La Ronde des heures, de Alexandre Ryder
- 1949 : Tête blonde, de Maurice Cam
- 1949 : Mon ami Sainfoin, de Marc-Gilbert Sauvajon
- 1949 : Pas de week-end pour notre amour, de Pierre Montazel
- 1950 : Rome-Express, de Christian Stengel
- 1950 : Les Petites Cardinal, de Gilles Grangier
- 1950 : Demain nous divorçons, de Louis Cuny
- 1952 : Allô... je t'aime, de André Berthomieu
- 1952 : La Tournée des grands ducs, de André Pellenc
- 1953 : Art. 519 Codice Penale, de Leonardo Cortese
- 1953 : Il Seduttore, de Franco Rossi
- 1953 : Raspoutine, de Georges Combret
- 1953 : Dortoir des grandes, de Henri Decoin
- 1953 : Les Corsaires du bois de Boulogne, de Norbert Carbonnaux
- 1953 : Julietta, de Marc Allégret
- 1953 : Le Père de Mademoiselle, de Marcel L'Herbier
- 1954 : Escalier de service, de Carlo Rim, sketch  Les Béchard
- 1954 : Le Printemps, l'automne et l'amour, de Gilles Grangier
- 1954 : Fantaisie d'un jour, de Pierre Cardinal
- 1954 : Le Mouton à cinq pattes, de Henri Verneuil
- 1954 : Poisson d'avril, de Gilles Grangier
- 1955 : La Villa Sans-Souci, de Maurice Labro
- 1955 : La Rue des bouches peintes, de Robert Vernay
- 1956 : Sylviane de mes nuits, de Marcel Blistène
- 1956 : L'Auberge fleurie, de Pierre Chevalier
- 1956 : Une nuit aux Baléares, de Paul Mesnier
- 1956 : Mitsou, de Jacqueline Audry
- 1957 : À pied, à cheval et en voiture, de Maurice Delbez
- 1957 : Carve Her Name with Pride, de Lewis Gilbert
- 1957 : La Peau de l'ours, de Claude Boissol
- 1957 : Le Tombeur, de René Delacroix
- 1957 : Police judiciaire, de Maurice de Canonge
- 1957 : Mimi Pinson, de Robert Darène
- 1957 : C'est la faute d'Adam, de Jacqueline Audry
- 1958 : À pied, à cheval et en spoutnik, de Jean Dréville
- 1959 : Bomben im Monte-Carlo, de Georg Jacoby
- 1959 : Le Confident de ces dames, de Jean Boyer
- 1960 : Le Panier à crabes, de Joseph Lisbona
- 1960 : La Française et l'Amour, de Christian-Jaque, sketch Le Divorce
- 1963 : La Bonne Soupe, de Robert Thomas
- 1965 : Pas de caviar pour tante Olga, de Jean Becker
- 1969 : La Maison de campagne, de Jean Girault
- 1970 : Hello-Goodbye, de Jean Negulesco
- 1970 : Los Aristogatos, de The Walt Disney Company
- 1971 : Mais qui donc m'a fait ce bébé ?, de Michel Gérard
- 1980 : La Boum, de Claude Pinoteau
- 1982 : La Boum 2, de Claude Pinoteau
- 1982 : N'oublie pas ton père au vestiaire..., de Richard Balducci
- 1982 : En cas de guerre mondiale, je file à l'étranger, de Jacques Ardouin
- 1983 : Le Voleur de feuilles, de Pierre Trabaud
- 1985 : Le Gaffeur, de Serge Pénard
- 1988 : Les Saisons du plaisir, de Jean-Pierre Mocky
- 1991 : Tchin tchin, de Gene Saks

### Televisión
- 1960 : Rouge, de André Leroux
- 1962 : Chéri
- 1967 : Le Chevalier Tempête, de Yannick Andréi
- 1969 : Tout pour le mieux
- 1971 : Une autre vie
- 1972 : Les Rois maudits, de Marcel Jullian y Claude Barma
- 1977 y 1982 : Cinéma 16
- 1978 : Un ours pas comme les autres
- 1979 : Les Moyens du bord
- 1979 : Les Dames de la côte, de Nina Companeez
- 1980 : L'Esprit de famille
- 1983 : Merci Sylvestre
- 1985 : Les temps difficiles

### Au théâtre ce soir
- 1966 : J'y suis, j'y reste, de Raymond Vincy y Jean Valmy, escenografía de Jean Valmy, dirección de Pierre Sabbagh, Théâtre Marigny
- 1967 : Bon week-end, monsieur Bennett, de Arthur Watkin, escenografía de Michel Vitold y Henri Guisol, dirección de Pierre Sabbagh, Théâtre Marigny
- 1968 : Le Minotaure, de Marcel Aymé, escenografía de Jean Le Poulain, dirección de Pierre Sabbagh, Théâtre Marigny
- 1969 : Le mari ne compte pas, de Roger Ferdinand, escenografía de Jacques Morel, dirección de Pierre Sabbagh, Théâtre Marigny
- 1969 : Constance de William Somerset Maugham, escenografía de Michel Vitold, dirección de Pierre Sabbagh, Théâtre Marigny
- 1970 : Le Mari, la Femme et la Mort, de André Roussin, escenografía de Raymond Rouleau, dirección de Pierre Sabbagh, Théâtre Marigny
- 1973 : La Vénus de Milo, de Jacques Deval, escenografía de Alfred Pasquali, dirección de Georges Folgoas, Théâtre Marigny
- 1979 : Crime à la clef, de Alain Bernier y Roger Maridat, escenografía de Jean-Paul Cisife, dirección de Pierre Sabbagh, Théâtre Marigny
- 1984 : La vie est trop courte, de André Roussin, escenografía de Michel Fagadau, dirección de Pierre Sabbagh, Théâtre Marigny

## Nominaciones
- Premios César 1983 : Nominación al César a la mejor actriz secundaria por La Boum 2
- 1985 : Nominada al premio de joven teatro Béatrix Dussane-André Roussin
- Premio Molière de 1987 : Nominación al Premio a la mejor actriz por Harold et Maude